# Lanceerbasis Wenchang
De lanceerbasis Wenchang (Chinees: 中国文昌航天发射场, Hanyu pinyin: Zhōngguó Wénchāng Hángtiān Fāshèchǎng, Engels: China Wenchang Spacecraft Launch Site, WSLS) is een Chinese lanceerbasis voor de ruimtevaart gelegen in de provincie Hainan vlak bij de gelijknamige stad. De basis bevat twee lanceercomplexen voor China's zwaarste draagraketten. LC-101 wordt voor de Lange Mars-5 en -5B gebruikt. LC-201 wordt gebruikt voor het lanceren van Lange Mars-7-, -7A- en -8-raketten.
Vanwege politieke overweging werd de bouw van een grote lanceerbasis op Hainan lang uitgesteld, men vond het eiland te kwetsbaar voor een buitenlandse aanval. De locatie werd specifiek gekozen door zijn gunstige ligging (19° ten noorden van de evenaar).
In 2016 op 23 juni vond de eerste lancering plaats. Op 23 juli 2020 werd de Marsmissie Tianwen-1 gelanceerd vanaf dit complex en later dat jaar op 23 november werd de maanmissie Chang'e 5 gelanceerd. Ook de eerste module (Tianhe) van het Chinese modulaire ruimtestation Tiangong werd hiervandaan in een baan om de Aarde gebracht op 29 april 2021. De tweede module (Wentian) volgde op 24 juli 2022 en de derde module (Mengtian) op 31 oktober 2022. Ook de Tianzhou-bevoorradingscapsules van het Tiangong worden vanaf de Wenchang gelanceerd.